# Ankaizinamijn
De Ankaizinamijn is een mijn in Madagaskar, gelegen in de regio Atsimo-Atsinanana, in het vulkanisch gebied Ankaizina. De mijn herbergt met een geschatte 55 miljoen ton een van de grootste voorraden bauxiet in Madagaskar met 40,7% aluminiumoxide. 